# Gabriel Obertan
Gabriel Antoine Obertan (Parigi, 26 febbraio 1989) è un calciatore francese, di ruolo centrocampista o ala, svincolato.

## Carriera

### Club
Nel 2006, dopo aver giocato in diversi vivai, Gabriel firma il suo primo contratto della durata di 3 anni con i l Bordeaux. Viene promosso dal settore giovanile alla prima squadra nella stagione 2006-2007, indossando la maglia numero 26. Debutta ufficialmente il 30 settembre contro il Valenciennes, all'età di soli 17 anni, giocando gli ultimi 15 minuti. Il suo primo gol invece arriva nel 22 aprile 2007 nella vittoria per 2-0 contro il Saint-Étienne. In quella stagione colleziona 17 presenze, delle quali solo una da titolare. Nella stagione seguente colleziona 26 presenze, ma la maggior parte dalla panchina, mettendo a segno 2 reti.
Nella stagione 2008-2009 non riesce ancora a trovare spazio, anche a causa della possibilità da parte del Bordeaux di vincere il titolo nazionale. Così l'allenatore Laurent Blanc, lo manda al Lorient per il resto della stagione, in modo da poter giocare con maggior continuità. Nel Lorient Obertan gioca 15 partite andando a segno una volta.
L'8 luglio 2009 il Manchester United ufficializza l'acquisto del giocatore, avendo questi sottoscritto un contratto quadriennale.
Dopo alcuni giorni si infortuna per ben tre mesi. Esordisce in Premier League il 1º novembre 2009, nel match vinto per 2-0 contro il Blackburn. Il 2 novembre 2010 realizza il suo primo gol col la nuova maglia, nella partita di Champions League contro il Bursaspor.
Il 9 agosto 2011 viene acquistato per quattro milioni di euro dal Newcastle, con cui firma un contratto di cinque anni. Il 5 maggio 2016 rescinde il suo contratto con i Magpies. Il 20 luglio 2017 firma un contratto di due anni con i bulgari del Levski Sofia. Segna il suo primo goal in Bulgaria contro il Septemvri Sofia il Levski vincerà alla fine 2-0.

### Nazionale
Ha giocato nelle nazionali giovanili francesi Under-19 ed Under-21.

## Statistiche
Statistiche aggiornate al 27 gennaio 2017.
| Stagione                 | Squadra                  | Campionato               | Campionato | Campionato | Coppe nazionali | Coppe nazionali | Coppe nazionali | Coppe continentali | Coppe continentali | Coppe continentali | Altre coppe | Altre coppe | Altre coppe | Totale | Totale |
| Stagione                 | Squadra                  | Comp                     | Pres       | Reti       | Comp            | Pres            | Reti            | Comp               | Pres               | Reti               | Comp        | Pres        | Reti        | Pres   | Reti   |
| ------------------------ | ------------------------ | ------------------------ | ---------- | ---------- | --------------- | --------------- | --------------- | ------------------ | ------------------ | ------------------ | ----------- | ----------- | ----------- | ------ | ------ |
| 2006-2007                | Bordeaux                 | L1                       | 17         | 1          | CF+CdL          | 2+0             | 0+0             | UCL+CU             | 3+1                | 0+0                | -           | -           | -           | 23     | 1      |
| 2007-2008                | Bordeaux                 | L1                       | 26         | 2          | CF+CdL          | 4+0             | 1+0             | CU                 | 7                  | 0                  | -           | -           | -           | 37     | 3      |
| 2008-gen. 2009           | Bordeaux                 | L1                       | 11         | 0          | CF+CdL          | 1+1             | 0+2             | UCL                | 5                  | 0                  | SF          | 1           | 0           | 19     | 2      |
| Totale Bordeaux          | Totale Bordeaux          | Totale Bordeaux          | 54         | 3          |                 | 8               | 3               |                    | 16                 | 0                  |             | 1           | 0           | 79     | 6      |
| gen.-giu. 2009           | Lorient                  | L1                       | 15         | 1          | CF+CdL          | 2+0             | 1+0             | -                  | -                  | -                  | -           | -           | -           | 17     | 2      |
| 2009-2010                | Manchester United        | PL                       | 7          | 0          | FACup+CdL       | 1+2             | 0+0             | UCL                | 3                  | 0                  | CS          | 0           | 0           | 13     | 0      |
| 2010-2011                | Manchester United        | PL                       | 6          | 0          | FACup+CdL       | 2+3             | 0+0             | UCL                | 3                  | 1                  | CS          | 0           | 0           | 14     | 1      |
| Totale Manchester United | Totale Manchester United | Totale Manchester United | 13         | 0          |                 | 8               | 0               |                    | 6                  | 1                  |             | 0           | 0           | 27     | 1      |
| 2011-2012                | Newcastle                | PL                       | 23         | 1          | FACup+CdL       | 1+2             | 0+0             | -                  | -                  | -                  | -           | -           | -           | 26     | 1      |
| 2012-2013                | Newcastle                | PL                       | 14         | 0          | FACup+CdL       | 1+1             | 0+0             | UEL                | 8                  | 1                  | -           | -           | -           | 24     | 1      |
| 2013-2014                | Newcastle                | PL                       | 3          | 0          | FACup+CdL       | 1+1             | 0+0             | -                  | -                  | -                  | -           | -           | -           | 5      | 0      |
| 2014-2015                | Newcastle                | PL                       | 13         | 1          | FACup+CdL       | 0+3             | 0+0             | -                  | -                  | -                  | -           | -           | -           | 16     | 1      |
| 2015-2016                | Newcastle                | PL                       | 5          | 0          | FACup+CdL       | 0+1             | 0+0             | -                  | -                  | -                  | -           | -           | -           | 6      | 0      |
| Totale Newcastle         | Totale Newcastle         | Totale Newcastle         | 58         | 2          |                 | 11              | 0               |                    | 8                  | 1                  |             |             |             | 77     | 3      |
| 2016-2017                | Anži                     | PL                       | 8          | 1          | KR              | 1               | 0               | -                  | -                  | -                  | -           | -           | -           | 9      | 1      |
| Totale carriera          | Totale carriera          | Totale carriera          | 148        | 7          |                 | 30              | 4               |                    | 30                 | 2                  |             | 1           | 0           | 209    | 13     |

## Palmarès
- Coppa di Lega francese: 1

Bordeaux: 2006-2007
- Supercoppa francese: 1

Bordeaux: 2008
- Coppa di Lega inglese: 1

Manchester United: 2009-2010
- Community Shield: 1

Manchester United: 2010
- Campionato inglese: 1

Manchester United: 2010-2011